# 新界區專線小巴54K線
新界區專線小巴54K線是香港一條由德啟投資營辦的綠色專線小巴路線，循環來往粉嶺火車站往來龍躍頭，在安樂村及龍躍頭區內以逆時針方向行車，自粉嶺站開出後，順序經聯和墟（和泰街、帝庭軒）及安樂村前往崇謙堂、麻笏圍、麻笏村、老圍、祠堂村及東閣圍，然後調頭經祠堂村、麻笏村、永寧村、永寧圍、龍躍頭鄉公所及聯和墟（聯和市場），返回粉嶺站。
本線在龍躍頭村內的路線，自1999年12月4日起已列為「龍躍頭文物徑」的一部份，該處有不少歷史名勝景點，每逢周末假日亦有不少遊人特意搭乘本線前往上述地點參觀。

## 歷史
- 1986年7月：52K增設來往粉嶺火車站及龍躍頭的特別班次，以取締鄉村車。[2]。
- 1988年1月29日：52K來往粉嶺火車站及龍躍頭的特別班次獲獨立編號為54K。[3]
- 1994年9月4日：本線增設區間路線往返粉嶺火車站及聯和墟，於每天09:30-22:00行走，當時收費$2。2年後正式編為54A線。

## 服務時間及班次
每日：05:40-22:45(20-25分鐘一班)

## 收費
- 全程收費：$5.2
- 分段收費(雙向分段)：
  - 粉嶺火車站往來聯和墟：$3.6

## 行車路線
途經：粉嶺車站路，沙頭角公路，聯安街，聯和道，聯發街，和泰街，粉嶺樓路，樂業路，安全街，樂東街，龍躍頭文物徑，東閣圍，萃雲路，沙頭角公路，聯安街，聯和道，聯發街，和泰街，粉嶺樓路，沙頭角公路，新運路及粉嶺車站路。
綠色字路段在不影響行車安全時沿途皆可上落客。

### 走線圖

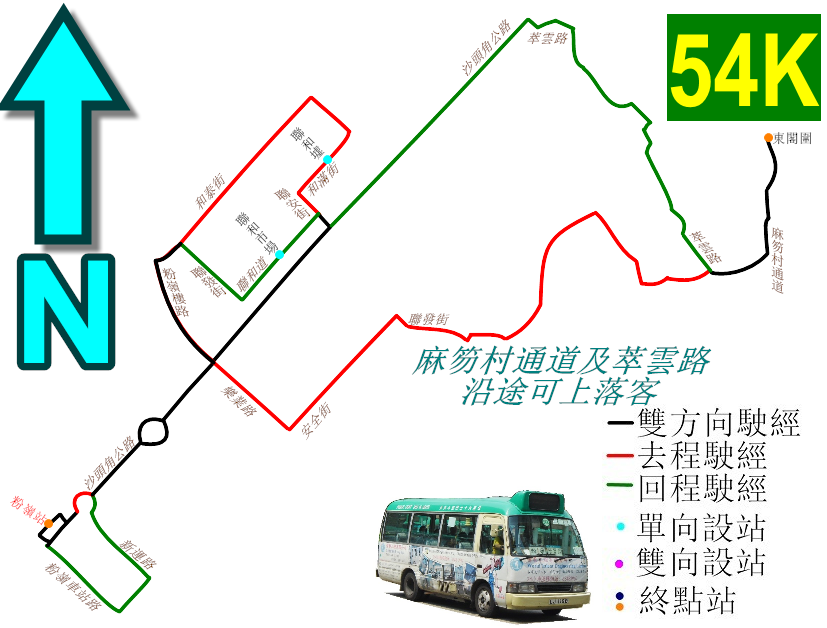

## 駛經的龍躍頭文物徑景點
龍躍頭文物徑於1999年12月4日正式開放，供民眾遊覽，是民政事務局古物古蹟辦事處於新界區設立的第2條文物徑。現時民眾可以搭乘搭本線前往龍躍頭文物徑下列景點：
- 崇謙堂
- 石廬
- 麻笏圍
- 老圍(龍躍頭)
- 天后宮
- 松嶺鄧公祠
- 東閣圍
- 永寧村
- 永寧圍
- 善述書室
- 覲龍圍
- 小坑村